# Wilbur Schramm
Wilbur Lang Schramm (5 de agosto de 1907 – 27 de dezembro de 1987) foi um estudioso e uma autoridade no campo da comunicação de massa. Ele fundou o Iowa Writers 'Workshop em 1935 e atuou como seu primeiro diretor até 1941. Schramm foi extremamente influente no estabelecimento de comunicações como um campo de estudo nos Estados Unidos e no estabelecimento de departamentos de estudos de comunicação em universidades dos EUA, onde é considerado o fundador da área de Estudos da Comunicação. Ele foi o primeiro indivíduo a se identificar como um estudioso da comunicação e criou os primeiros programas de concessão de títulos acadêmicos com comunicação em seu nome; e ele treinou a primeira geração de estudiosos de comunicação. O programa de comunicação de massa de Schramm na Escola de Jornalismo de Iowa foi um projeto piloto para o programa de doutorado e para o Institute of Communications Research, que ele fundou em 1947 na Universidade de Illinois em Urbana – Champaign. Em Illinois, Wilbur Schramm inaugurou os padrões de trabalho acadêmico no estudo da comunicação que continuam até hoje.

## Carreira
Sua carreira acadêmica o levou ao redor do mundo enquanto conduzia pesquisas "avaliando comunicações de massa na Ásia e África, reforma educacional em El Salvador, televisão na Samoa Americana, o uso de transmissão via satélite na Índia e o design de uma universidade aberta em Israel".
Schramm foi especialmente influente em seu livro de 1964 Mass Media and National Development, publicado em conjunto com a UNESCO, que efetivamente iniciou pesquisas sobre a ligação entre a expansão da tecnologia da comunicação e o desenvolvimento socioeconômico.
Em Meios de comunicação de massa e desenvolvimento nacional (1964), Schramm disse que a mídia de massa nos países em desenvolvimento precisava desempenhar três papéis - o de vigilante, formulador de políticas e professor para mudanças e modernização.